# 日英博覧会

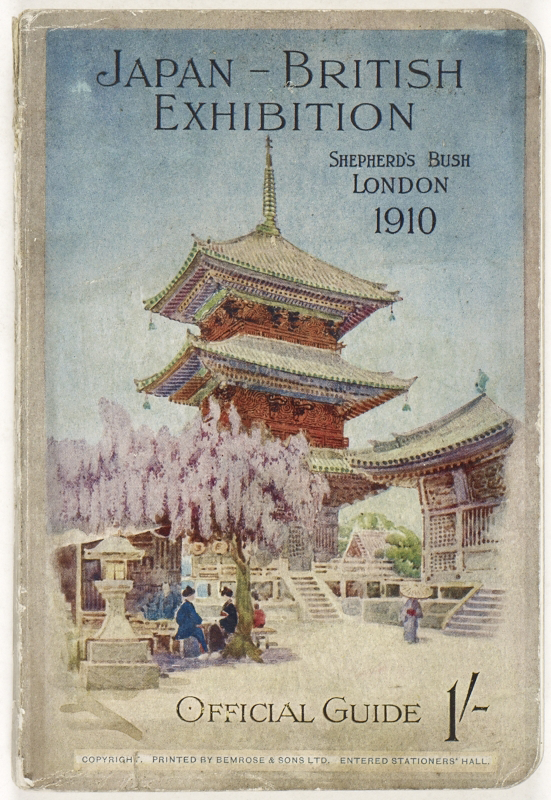
日英博覧会の公式ガイドブック

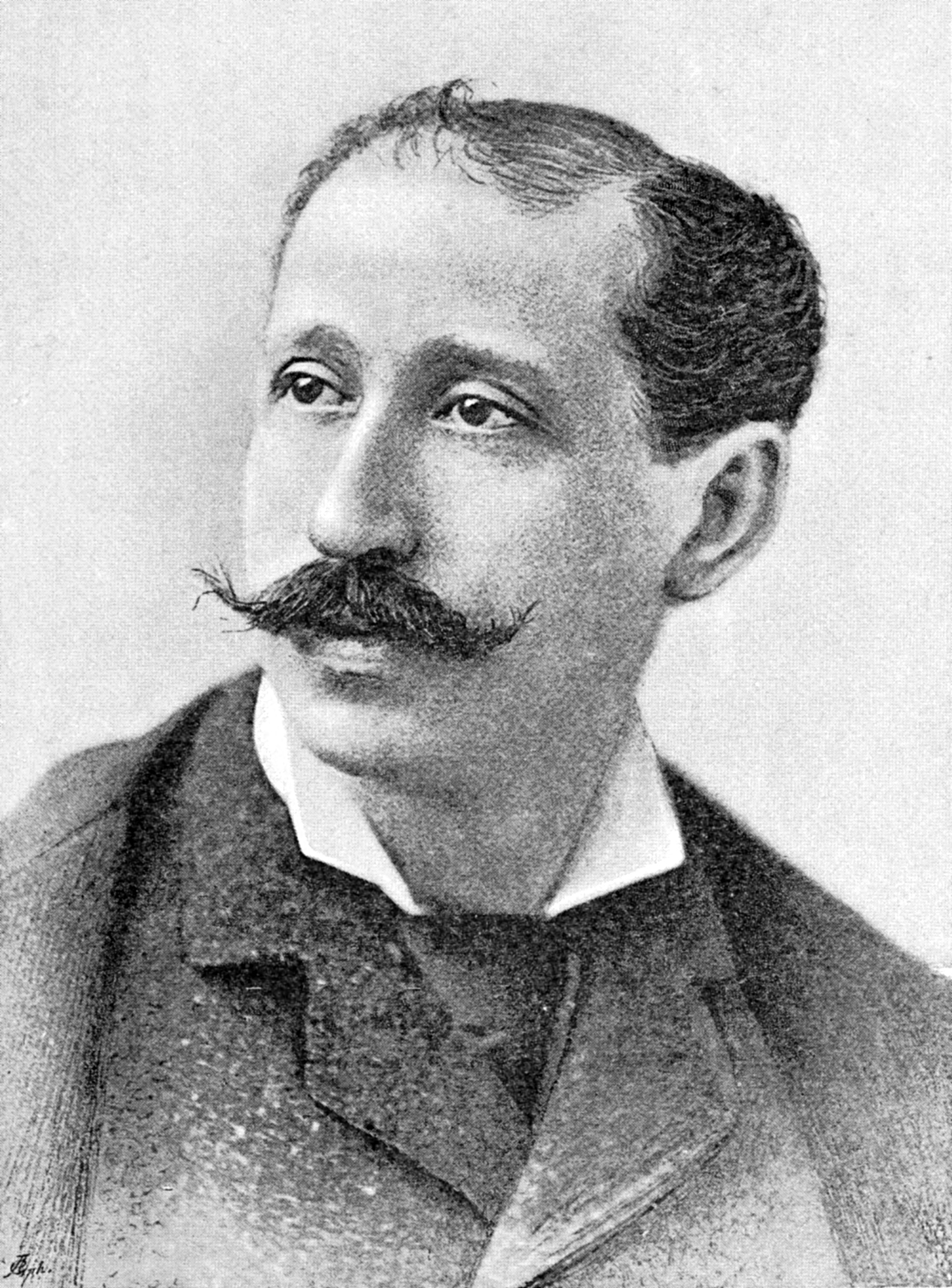
イムレ・キラルフィー

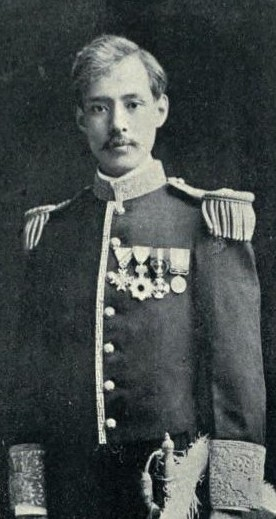
陸奥広吉

日英博覧会（にちえいはくらんかい）は、イギリスのロンドン市ホワイトシティ区で、1910年5月14日から同年10月29日まで行われた日本政府とイギリスの博覧会会社イムレ・キラルフィーが共催した博覧会である。日本初の国際相互博覧会であり、20世紀初頭の西洋における日本に関する最大の催しとなった。

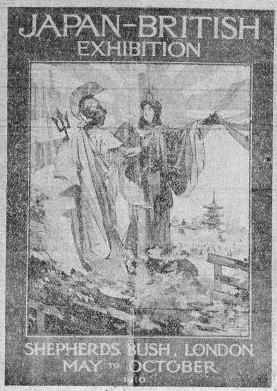
日英博覧会の広告。 ブリタニアと擬人化された日本(やまとひめ)。表彰状や記念メダル等にもこのような擬人は使われた

## 概要
1902年に結ばれた日英同盟の下、3年あまりの準備期間を経て1910年5月14日から10月29日に開催された。シェパーズ・ブッシュ（現・ホワイトシティ）の19万坪の敷地内に日本歴史館、日本の統治下にあった台湾、朝鮮、満州に関する展示を行なう東洋館、日本政府・省庁展示館などの大規模な会場が設けられ、展示品は5万4000点以上にのぼった。日本にとっては、日本の近代産業を同盟国かつ世界有数の経済大国であるイギリスに広く紹介し、通商の活性化を狙ったものであると同時に、日清戦争や日露戦争の勝利の結果、欧米の列強と肩を並べる規模に至った植民地経営と、それがもたらす資源について誇るものである。
同所で1908年に仏英博覧会を運営した興行師キラルフィーから陸奥広吉を通して博覧会開催を誘われた日本政府は、主催者が英国政府でなく一興行主であることや1912年に日本で大英国博覧会開催を予定していたことから一度は開催を断ったが、1908年から外務大臣に就任した小村寿太郎の強力な後押しがあり、開催に踏み切った。当時、1904年のセントルイス万国博覧会の成功が、ポーツマス条約の締結に大きな意味を持っていたと考える政府関係者が多く、博覧会への参加は重視されていた。しかし5月6日にイギリス国王エドワード7世が急逝し、全英が喪に服したために開催が危ぶまれた。開会式は中止され、新聞などが祝祭的な記事の報道を自粛したために、残されている記事は少ない。
名誉総裁は伏見宮貞愛親王で、日本側は開催に際して208万円の費用を注ぎ込み、会場における敷地面積はそれまでに参加した博覧会を凌ぐ、22,550m2に及んだ。国宝の海外搬出に対しては議論があったが、井上馨の断行で宮内省の御物をはじめ多数の国宝が渡英したことから、フランスやドイツなど近隣諸国からも観覧者が多数来場し、上記のようにイギリスが喪に服したために開催や集客が危ぶまれたものの、開催期間の合計で835万人の観客が訪れ成功を収めた。
なお、世界遺産となった明治日本の産業革命遺産 製鉄・製鋼、造船、石炭産業の年代設定の下限を1910年としたのは、この博覧会の成功により産業国家の仲間入りを果たしたと見做されたことによる。

## 展示

### 日本側

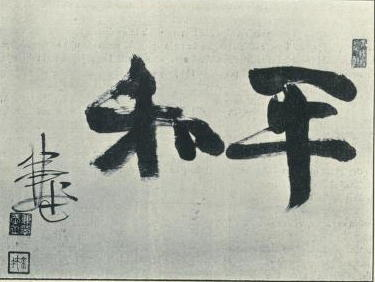
男爵大浦兼武の筆による「平和」
博覧会で展示されたものの一つ

主要な施設として、歴史宮・産業宮・芸術宮などがあった。日本の美術品や建築模型が多く展示され好評を博した。また、東洋宮と呼ばれる区画では、台湾や朝鮮、満州などにおける植民地経営とそれがもたらす豊富な資源や文化についての展示が大々的に行われるとともに、赤十字展示を行い、国際社会の一員であることをアピールした。
国宝を含む古美術・同時代の美術など美術作品が多数出品されたほか、場内に日本村（ Fair Japan ）が作られ、相撲や大道芸、大工仕事や手工芸の実演が行われた。歌川国貞の曾孫にあたる歌川若菜が浮世絵の実演を行い、矢部節子や白崎園子の女子手芸も話題を呼んだ。上村松園や榊原蕉園らが美術部門に公式出品されたほか、婦人展示部門には武村耕靄の日本画が出品された。
さらに、陸軍からは陸軍戸山学校軍楽隊々長永井建子以下36名の軍楽隊が、海軍からは巡洋艦「生駒」（乗員800名）が派遣されている。
これらの公式展示とは別に余興区画がつくられ、数十人の力士団もロンドンに渡って土俵を造って相撲を披露、日本人農民も農村風景を描いて米俵製作の実演日本の伝統的な農村風景を紹介した。その他、アイヌや、台湾のパイワン族が住み込みで生活の様子や民族舞踏などの展示を行った。また、農学者でもある侯爵松平康荘が『The Culture of Kaki（柿の栽培）』を出品した。
この余興部には、156人の芸人や職人、アイヌ10人、台湾の高山族24人が参加して評判になったが、藁葺の汚い小屋の中で半裸の職人が桶や傘を作る姿を動物園よろしく外国人が金を払って見ているのを不快に思う在英邦人も少なくなかった。

### 英国側
英国側からの出品は小規模だった。これは、英国側の開催主であるイムレ・キラルフィーが、インド帝国博覧会、大英帝国博覧会など帝国主義的な国際博覧会を商業ベースで成功させていた興行師であったことから、異国趣味を喜ぶ大衆向けに日本風俗の見世物興行を強調したものとなったことや、イギリス政府の補助金がなかったことなどが理由とみられた。そのため、日英博とは名ばかりの「英国における日本展」であるとして失敗と見る日本人政治家、ジャーナリストもあった。

## 主催者

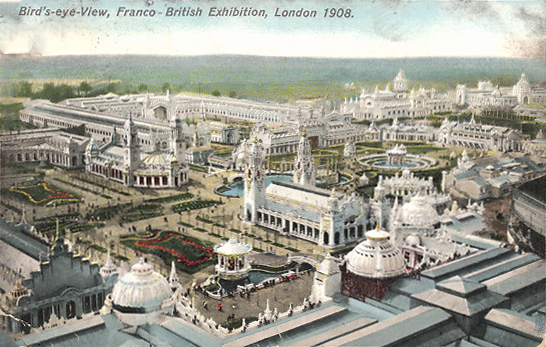
ホワイトシティの博覧会場

興行主のイムレ・キラルフィー（1845-1919）はハンガリー生まれの元旅芸人で、一家でキラルフィー一座を率いて欧米各地で音楽やダンスのショーを巡演していた。ミュージカルの嚆矢とされる『The Black Crook』やパリの人気舞台『八十日間世界一周』の再演などでの大胆な演出が受けてニューヨークで大成功を収めたのち、屋外興行に進出してシカゴ万国博覧会 (1893年)でショーを公演した。イギリスに渡り、ホワイトシティにスタジアムや展覧会場、人工湖などを持つ博覧会用の施設を造り、1908年に仏英博覧会を開催、英仏の文化の展示や植民地のセネガル人150人を集めたセネガル村を見世物とし、800万人を集客した。これに続き、同会場を使って日英博覧会を開催し、その後1912年にラテン英国博覧会、1914年に英米博覧会を手掛けた。

## 遺構
- 博覧会の際に作られた日本庭園はハマースミス公園として残っている。
- 日本建築紹介のために造られた台徳院霊廟の建築模型（縮尺10分の1）が王室コレクションに残っていた。増上寺に長期貸与され、2015年4月から同寺で公開されている。
- 博覧会に展示された西本願寺の勅使門（唐門）の復元は博覧会終了後にキューガーデンに移築され、現在ジャパニーズ・ランドスケープ区域内の建造物として公開されている[8]

## 関連用語
- 日英関係
- ジャポニスム
- 人間動物園
- 万国博覧会、国際博覧会

## 参考
- 国立国会図書館デジタルコレクション『日英博覧会事務局事務報告』
- 『欧米遊覧記』大阪：朝日新聞，明43.10「 日英博覧会」長谷川如是閑 https://dl.ndl.go.jp/info:ndljp/pid/760974/327
- Illustrated Catalogue of Japanese Old Fine Arts and Modern Fine Arts Displayed at The Japan-British Exhibition London, 1910, 2 Volumes, Shimbi Shoin
- 宮武公夫「黄色い仮面のオイディプス:アイヌと日英博覧会」『北海道大学文学研究科紀要』第115巻、北海道大学文学研究科、2005年、21-58頁、ISSN 13460277、NAID 110006691370。